# Zeii înșiși
Zeii înșiși (1972) (titlu original The Gods Themselves) este un roman science fiction scris de Isaac Asimov. A câștigat premiul Nebula pentru cel mai bun roman în 1972, și premiul Hugo la aceeași secțiune în 1973.
Cartea este împărțită în trei secțiuni principale, publicate inițial în Galaxy Magazine sub forma a trei povestiri conecutive.
Primul capitol al primei părți a cărții începe cu Capitolul 6, deoarece începutul acestui capitol reprezintă un fel de introducere a adevăratului Capitol 1, ale cărui prime rânduri sunt: "Totul începuse cu treizeci de ani în urmă." În continuare, majoritatea capitolelor de la 1 la 5 se termină cu un fragment din Capitolul 6. După Capitolul 5, Capitolul 6 se încheie și este urmat de Capitolul 7.
Romanul a fost tradus în limba română la editura Teora. Prima ediție a apărut în 1993, cartea având parte de două reeditări ulterioare, în 1994 și 2000.

## Intriga
Frederick Hallam, un savant cu abilități limitate dar oportunist și egocentric, descoperă că o mostră de tungsten s-a transformat în plutoniu-186, un izotop care nu poate exista în realitate. Studiind problema cu ajutorul altor savanți, Hallam descoperă că evenimentul face parte dintr-un schimb între universuri din care ambele părți au de câștigat. Astfel, omenirea a ajuns în posesia unei surse energetice ieftine și inepuizabile, pe care o va exploata cu ajutorul Pompei de Electroni.
Oportunismul lui Hallam iese acum la iveală, el acaparând în întregime descoperirea și exploatarea ei. Savanții care pun sub semnul întrebării diferite aspecte ale Pompei sunt ostracizați imediat, la fel ca și cei care consideră că Pompa nu este meritul lui Hallam, ci a entităților din para-univers.
Schimbul dintre universuri duce, în timp, la egalizarea legilor fizice dintre ele, ceea ce poate însemna sfârșitul amândurora. Totuși, această perspectivă a fost calculată ca având probabilitatea să apară abia peste miliarde de ani, iar problema este pusă deoparte. Un tânăr savant, Lamont, care este în război deschis cu Hallam și vrea să îl denunțe ca impostor, reușește să comunice cu para-universul, descoperind că pericolul la care este expus universul nostru e mult mai apropiat decât pare: chiar dacă universul în întregul său nu va avea de suferit, e posibil ca Soarele să se transforme în supernovă, exterminând omenirea.
Para-universul este format din două categorii de entități energetice: Cei Tari și Cei Moi. Aceștia din urmă sunt de trei tipuri: Parentali, Emoționali și Raționali. Dacă primul tip se ocupă de perpetuarea speciei, al doilea permite realizarea contopirii celor trei, iar al treilea este cel care, în timp, reușește să închege grupul dând naștere unui Tare. Unul dintre grupurile Moi din para-univers devine conștient de faptul că universul cu care realizează schimbul energetic va avea de suferit, dar nu poate interveni, deoarece oprirea schimbului ar duce la extincția propriului univers.
Un fost coleg de-al lui Hallam, Denison, caută să își reabiliteze cariera intrată într-un con de umbră din cauza firii răzbunătoare a lui Hallam. El merge pe Lună unde, cu ajutorul unei Intuiționiste, pornește de la teoriile elaborate de Lamont și descoperă un mod de a opri catastrofa care e pe cale să se abată asupra Soarelui. El stabilește o legătură cu un alt para-univers, din care aduce în universului nostru toate componentele pe care Pompa de Electroni le eliberează în primul para-univers.

## Relația lui Asimov cu romanul
Într-o scrisoare datând din 12 februarie 1982, Asimov identifică această carte ca fiind romanul său SF preferat ("Yours, Isaac Asimov" pag. 225). Povestirea lui, "Gold", una dintre ultimele scrise de el, descrie eforturile unor programatori de a crea o "dramatizare computerizată" a celei de-a doua părți a romanului.
Asimov a preluat numele celor trei extratereștri — Odeen, Dua și Tritt — de la cuvintele Unu, Doi și Trei din limba rusă.
Pentru titlul cărții și al celor trei părți ale sale, Asimov s-a inspirat dintr-un citat al lui Friedrich Schiller (1759–1805): "Mit der Dummheit kämpfen Götter selbst vergebens." ("Împotriva prostiei zeii înșiși luptă în zadar.")
Asimov descrie o discuție avută în luna ianuarie a anului 1971, în care Robert Silverberg a dat ca exemplu un izotop arbitrar, plutoniu-186. "Nu există un asemenea izotop", a spus, "și unul de acest fel nici nu poate exista." "Și ce-i cu asta?", a întrebat Silverberg. Ulterior, Asimov a căutat condițiile în care plutoniul-186 chiar ar fi putut să existe, precum și la ce complicații ar da naștere și ce consecințe ar implica. Asimov a concluzionat că ar trebui să aparțină unui univers cu alte legi fizice; în particular, ar fi nevoie de forțe nucleare diferite pentru a permite nucleului de Pu-186 să stea la un loc. Asimov a notat ideile, iar acestea au evoluat treptat până la stadiul de roman.
În autobiografia sa, Asimov a declarat despre roman, în special despre secțiunea mediană, că "reprezintă cea mai bună literatură pe care am scris-o și probabil o voi scrie vreodată".